# Ravalement
Con ravalement (francese, "rifacimento") si intende un'operazione, tipica del XVIII secolo, consistente nella profonda trasformazione di un clavicembalo per modificarne le caratteristiche senza alterarne le qualità sonore. Uno strumento che subiva tale trattamento veniva detto ravalé ("rifatto").

## Storia
Le operazioni di ravalement, processo che fu caratteristico non soltanto della Francia, ma che qui venne effettuato in larga scala, consistevano principalmente nell'adattamento alle esigenze dell'epoca degli antichi clavicembali fiamminghi Ruckers e Couchet, le cui qualità sonore erano considerate insuperabili. È possibile distinguere fra petit ravalement, quando la cassa non veniva modificata, e grand ravalement, quando le modifiche andavano a toccare anche la cassa.
Il principio di base consisteva nel preservare la tavola armonica originale, considerata elemento essenziale della qualità sonora. Le operazioni di ravalement più frequenti riguardavano:
- Aumento dell'estensione delle tastiere.
- Aggiunta di una seconda tastiera per gli strumenti che ne possedevano solo una.
- Allineamento di due tastiere precedentemente poste a distanza di quarta.
- Aggiunta di registri e creazione di accoppiamenti fra le tastiere.

Il petit ravalement era sufficiente quando l'aumento di estensione della tastiera era abbastanza contenuto, e quindi era possibile sistemare i tasti nuovi nella larghezza originale dello strumento: secondo i casi, la tastiera veniva modificata, oppure veniva sostituita da una di tipo francese, dotata di tasti più stretti. Quando le modifiche da compiere rendevano necessario modificare l'intera cassa dello strumento, invece, si parla di grand ravalement: in questo caso il lavoro era molto più impegnativo, praticamente paragonabile alla costruzione di un nuovo strumento. In ogni caso l'aggiunta di una fila di corde supplementare, che creava una maggior tensione sulla cassa, rendeva generalmente necessario il rinforzo della struttura interna.
Il ravalement era anche l'occasione per aggiornare la decorazione secondo il gusto estetico del momento. Anche se fortemente alterati nella loro struttura, i Ruckers ravalé conservavano un timbro molto diverso, più incisivo e squillante, rispetto a quello degli strumenti francesi costruiti interamente ex novo, dotati di un timbro più morbido. Il valore commerciale di un antico clavicembalo Ruckers, contraddistinto dalla caratteristica rosa firmata, era già all'epoca molto maggiore rispetto a quello di un qualsiasi costruttore francese, anche rinomato. Di conseguenza, la produzione di falsi e la contraffazione di anonimi clavicembali, fatti passare per Ruckers, erano attività comuni perché molto remunerative, e perciò vi si dedicavano anche i migliori artigiani.
Vennero sottoposti al ravalement anche alcuni virginali, ai quali furono aggiunte alcune note nel basso per aumentare l'estensione della tastiera ed eliminare l'ottava corta.

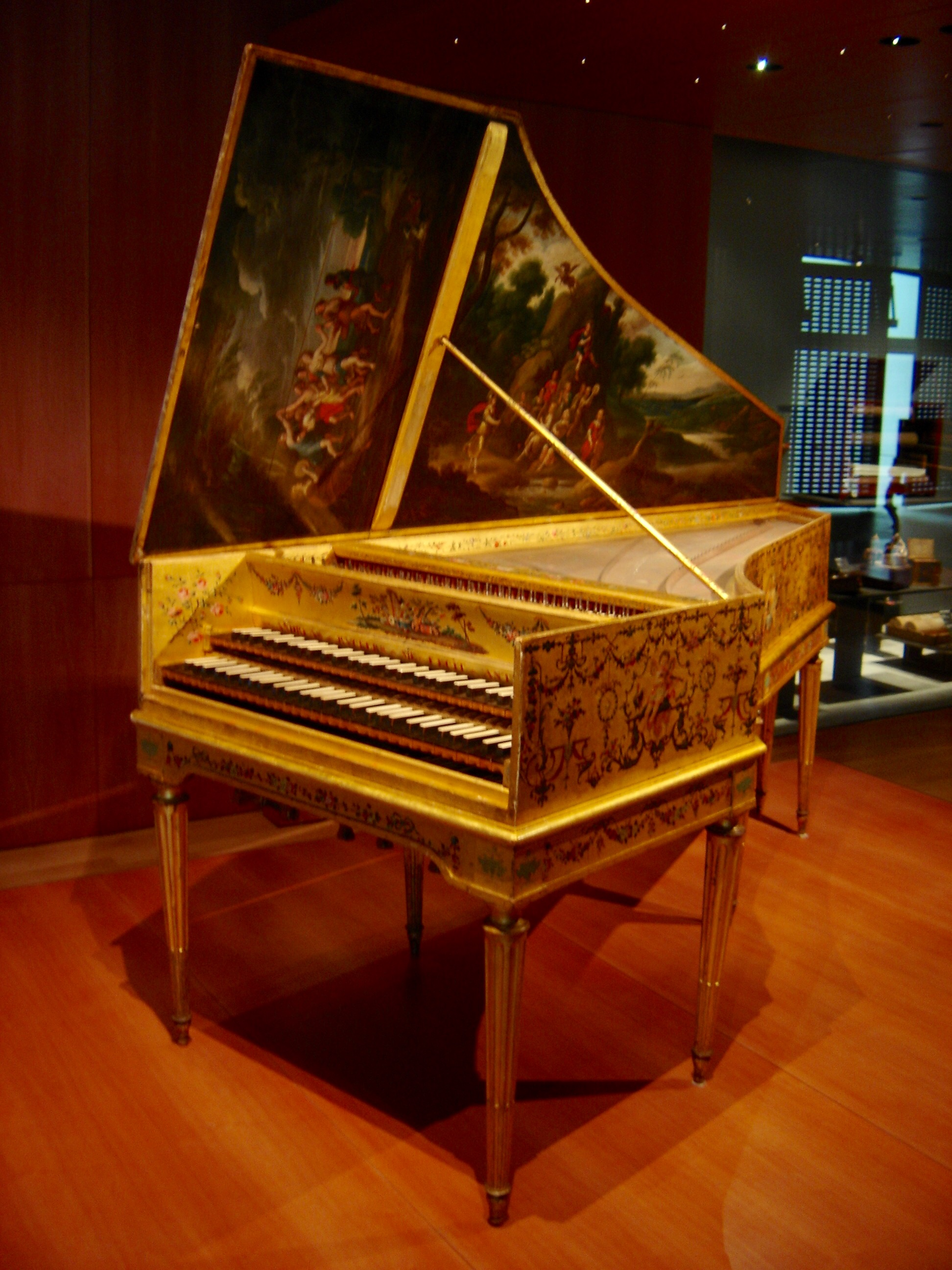
Clavicembalo costruito da Andreas Ruckers nel 1646, modificato prima da François-Étienne Blanchet (intorno al 1720 e nel 1756) e poi da Pascal Taskin (nel 1770 e nel 1780).
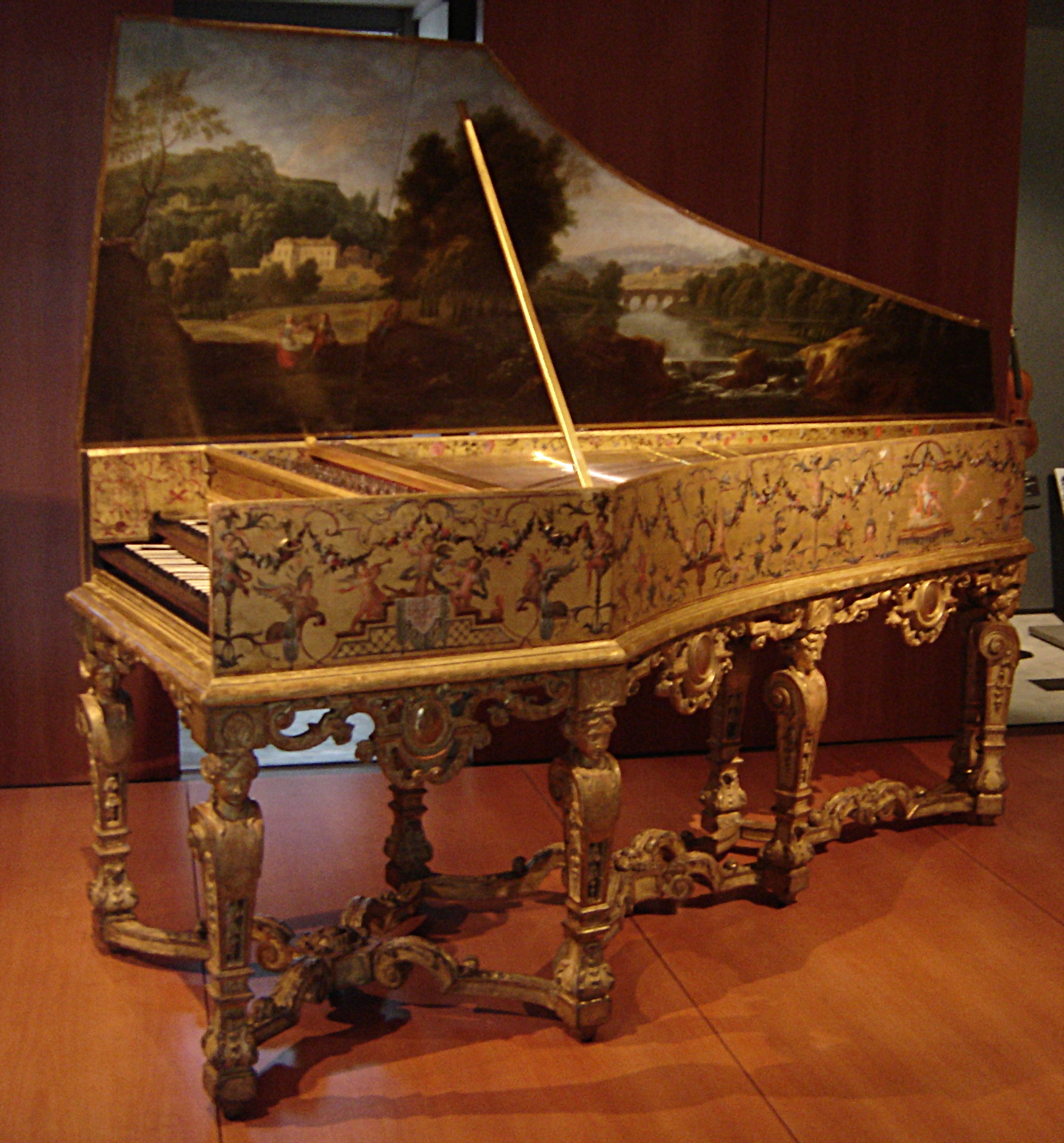
Clavicembalo costruito da Jan Couchet nel 1652, modificato nel 1701.
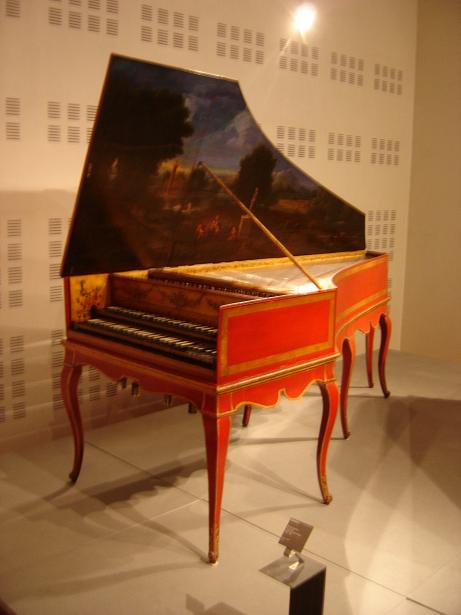
Clavicembalo costruito da Nicolas Dumont nel 1697 e modificato da Pascal Taskin nel 1789.
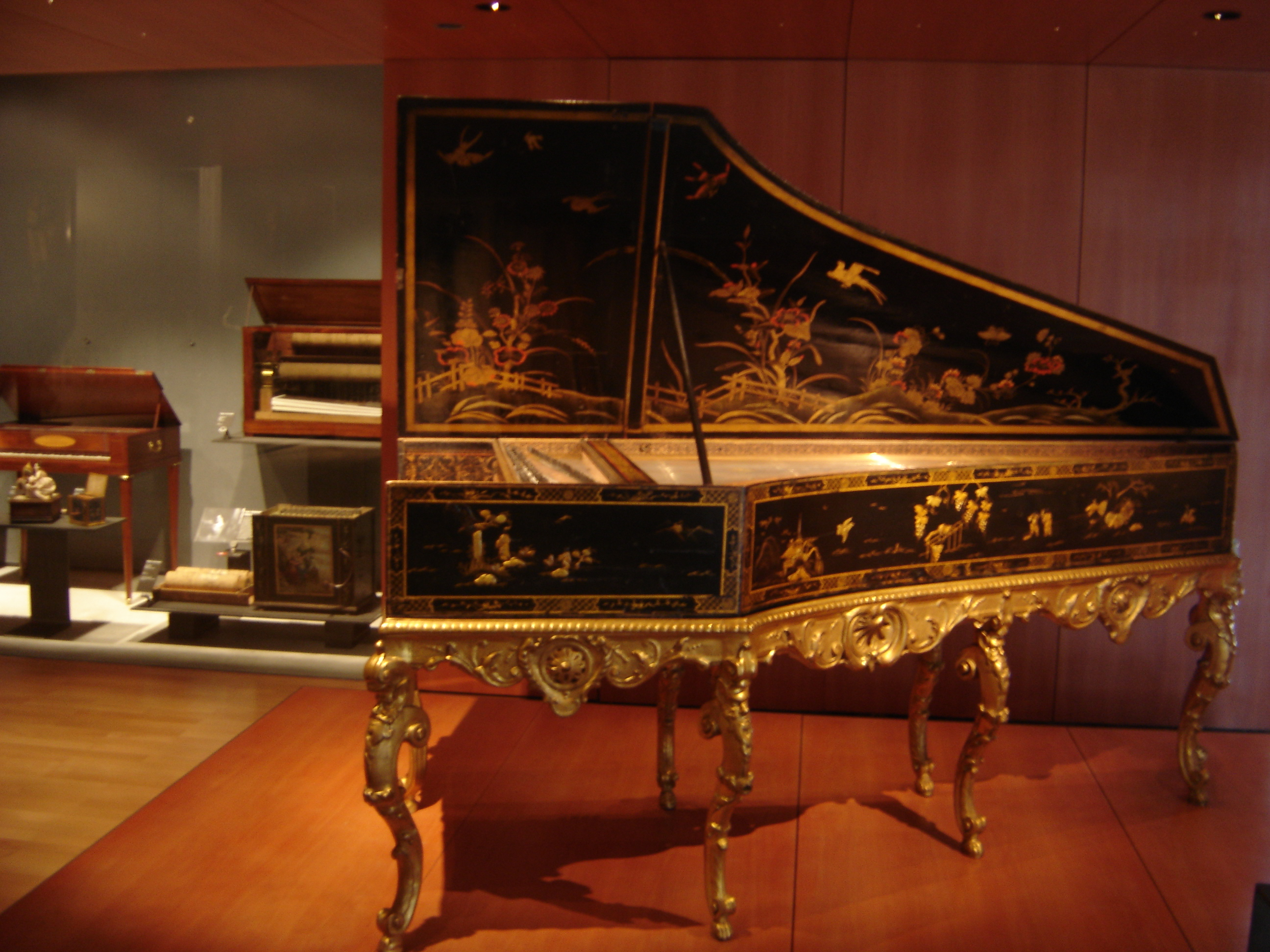
Clavicembalo costruito da Jean-Claude Goujon nel 1749 e contraffatto, con la scritta Hans Ruckers 1590, da Jacques Joachim Swanen nel 1784.